# 美国国家光学天文台

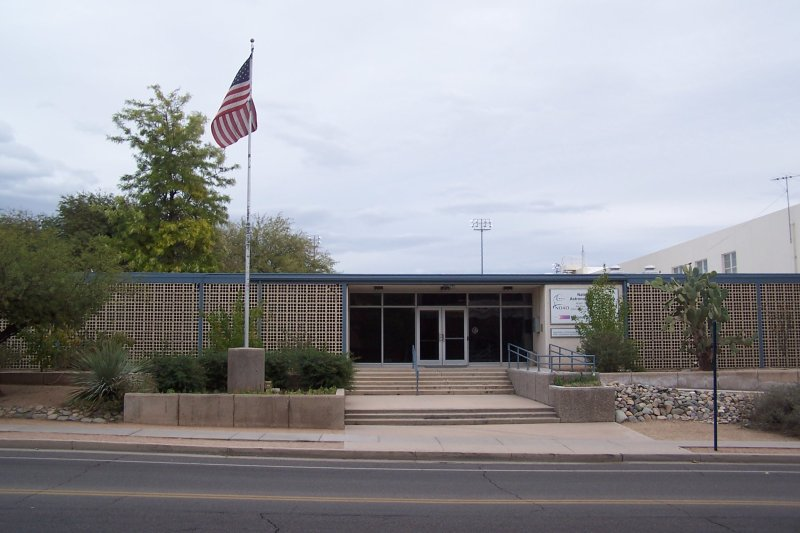
美國國家光學天文台總部。

美国国家光学天文台（英語：National Optical Astronomy Observatory）成立于1982年，目的是巩固和整合大学天文研究协会（AURA）下属的地面光学天文台，总部位于美国亚利桑那州的图森。由基特峰国立天文台（KPNO）、托洛洛山美洲际天文台（CTIO）、美国国家太阳天文台（NSO）和国家光学天文台双子科学中心（NGSC）等4个天文学研究机构组成，大学天文研究协会负责管理和运作，由美国国家科学基金会资助。